# Abdulrasjid Sadulajev
Abdulrasjid Bulatjevitj Sadulajev (ryska: Абдулрашид Булачевич Садулаев; avariska: Булачил ГІабдулрашид Садулаев: Bulatjil Glabdulrasjid Sadulajev), född 9 maj 1996, är en rysk brottare som vann guld i 86 kg fristil vid Olympiska sommarspelen 2016.